# Wszechnica Świętokrzyska w Kielcach
Wszechnica Świętokrzyska – nieistniejąca uczelnia niepubliczna z siedzibą w Kielcach, która w 2023 została postawiona w stan likwidacji. Powstała w 1994 roku z inicjatywy Ludowego Towarzystwa Naukowo-Kulturalnego w Warszawie i dr hab. Mieczysława Adamczyka, który został jej pierwszym rektorem. Wpisana do rejestru szkół niepaństwowych pod numerem 44. 

## Wydziały i kierunki
Uczelnia dawała możliwość podjęcia nauki na pięciu kierunkach na studiach I, jak i II stopnia prowadzonych w ramach dwóch wydziałów:
Wydział Wychowania Fizycznego i Turystyki:
- turystyka i rekreacja (studia licencjackie i magisterskie)
- wychowanie fizyczne (studia licencjackie i magisterskie)
- fizjoterapia (studia licencjackie)

Wydział Humanistyczno-Pedagogiczny:
- filologia:
  - angielska (studia licencjackie)
- pedagogika (studia licencjackie i magisterskie)
- praca socjalna (studia licencjackie).

Uczelnia prowadziła też studia podyplomowe, szkolenia i kursy dokształcające o różnej tematyce, w tym kursy trenerskie i instruktorskie z wielu dyscyplin sportu.